# Валуевка (Кировоградская область)
Валуевка (укр. Валуївка; до 2024 — Первомайское) — село в Маловисковской городской общине Новоукраинского района Кировоградской области Украины.
До 2020 года входило в Маловисковский район
Население по переписи 2001 года составляло 487 человек. Почтовый индекс — 26210. Телефонный код — 5258. Код КОАТУУ — 3523184801.

## Происхождение названия
На топографической карте 1940-х годов на месте села обозначены населенные пункты Николо-Патринское, Валуевка, Софиевка и Анновка. В справочнике "История городов и сел УССР" указывалось, что до 1958 года село называлось Патрино и Андреевка. 
Село было названо в честь праздника весны и труда Первомая, отмечаемого в различных странах 1 мая; в СССР он назывался Международным днём солидарности трудящихся. В сентябре 2024 года, постановлением Верховной Рады Украины селу было присвоено название Валуевка